# صراع على الفتات
صراع على الفتات (بالإنجليزية: Urban Vermin)‏ هو مسلسل رسوم متحركة كندي الصنع أتنتجه شركة واي تي في (YTV).

## قصةالمسلسل
حلقات رسوم متحركة، تدور أحداثها حول صراع توأم حيوان الراكون (حيوان يشبه السنجاب) «كين» و«إيب»، وهو صراع بين الخير والشر، حيث يقوم «كين» بالسيطرة على القمامة في كل الأنحاء، مستعينًا بجيش كبير من الفئران على رأسهم «نو- نيك»، في حين يُكوِّن «إيب» فريقا من المقاومين للشرير «كين» وأعوانه، ويستعين في ذلك بمجموعة من الأصدقاء.

## شخصيات المسلسل
- إيب: حيوان راكون يشارك أخيه «كين» التوأم بطولة أحداث المسلسل وهو بطل مغامر، محب للخير، يتمتع بالجرأة والثقة العالية في النفس وهو شجاع، ومُنظم التفكير، ويجيد وضع الخطط، ويمتلك نوايا حسنة تجاه الآخرين يثق في فريقه الذي يقاوم أخاه الشرير «كين»، ويطلق عليه اسم «جبهة تحرير القمامة» وهو بدوره صادق مع نفسه ومع الآخرين، ولا يخجل من الاعتراف بأخطائه وهو قائد جبهة تحرير القمامة التي يقاوم أعضاؤها أخاه الشرير كين.[1]
- كين: بطل أحداث المسلسل، والشخصية المحورية في المسلسل، وهو شرير متسلط، لديه نوايا سيئة، ويفرض سيطرته على القمامة في كل مكان ويستعين بجيش من الفئران للسيطرة عليها، ومحاربة أخيه «إيب»، الذي يقود جبهة تحرير القمامة وقد دللته أمه كثيرًا وهو صغير، وأصبح فيما بعد متمردًا ذا طبيعة فاسدة ويقوم بفرض سيطرته على المنطقة، ويحكمها بيد من حديد. الراكون

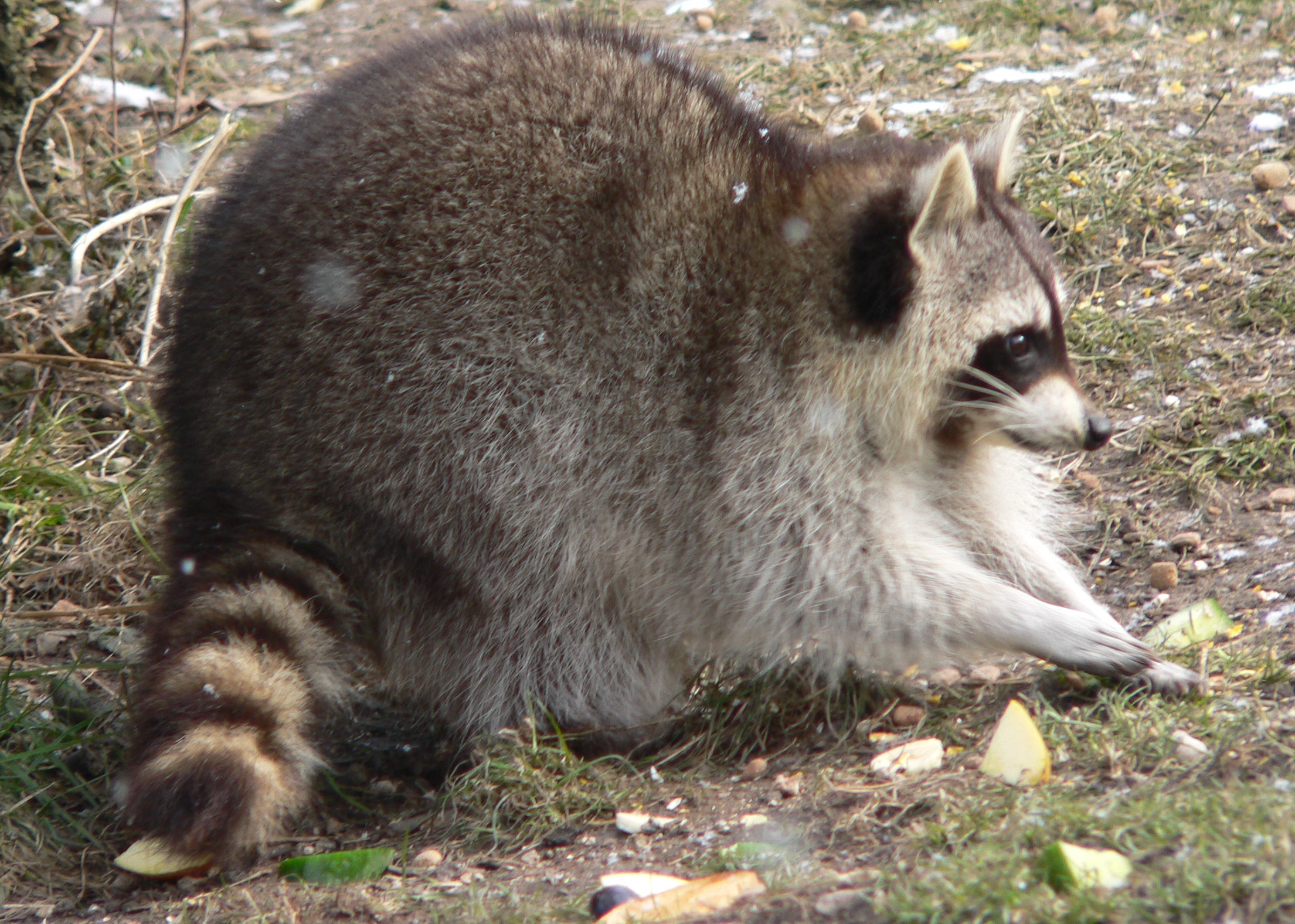
الراكون

- كوكو: أنثى سنجاب، وهي من الشخصيات الرئيسية التي تلعب دورًا محوريًّا في المسلسل وهي ذكية جدًّا، ومبتكرة، وقد اخترعت آلة يمكن بواسطتها العودة إلى الماضي لجزء من الثانية، والانتقال للمستقبل لبرهة من الوقت، وكانت في السابق تعمل لصالح الشرير «كين»، وذلك من خلال دعم «إيب»، قائد جبهة تحرير القمامة وهي صاحبة خيال علمي خصب، وتستطيع استخدام الأشياء والأدوات المهملة؛ لابتكار أشياء مفيدة، وكثيرًا ما يقع الصّدام بينها وبين خلد الماء «نايجل»، رغم سعيه الدائم للتقرُّب منها.[2]
- مادمان: ظربان (حيوان يشبه السنجاب) يتراوح دوره ما بين الصعود أحيانًا والهبوط أحيانًا أخرى، حيث يكون في قلب الأحداث حينًا، وخارجها حينًا آخر، ويمتلك قدرة على التفكير في عدة اتجاهات، وهو الأمر الذي يميزه عن غيره من القوارض، وهو لا يدخر جهدًا في مساعدة الفريق، وكثيرًا ما يقدم الأفكار الجيدة والمفيدة لجبهة تحرير القمامة. في بعض الأحيان، يكون الذي يحل المشاكل المستعصية إذ هو بإمكانه ذلك دون غيره من أعضاء جبهة تحرير القمامة.[3]
- نايجل: خلد الماء الذي يُعتبر من بين الشخصيات الرئيسية بالمسلسل ويتمتع بقدرة كبيرة، تفوق قدرة عشرة حيوانات من فصيلته ويلعب دورًا أساسيًّا في جهود جبهة تحرير القمامة، التي يقودها «إيب» ضد الشرير «كين» وقد أنقذ «إيب» من كمين أعده له أحد الفئران التابعين لأخيه الشرير «كين» ويتصف بالإخلاص والولاء، ويحب سرد القصص والنّكات التي غالبًا ما تكون غير مضحكة، ودائما ما تقع الصدامات والخلافات بينه وبين أنثى السنجاب «كوكو».[4]
- زيتسى: حيوان ينتمي إلى القوارض، وهو أحد أعضاء جيش الشرير «كين» ويسيطر عليه الإحباط في كثير من الأحيان وهو ذكي وعبقري، إلا أنه يُسخر قدراته في الشر ولا يتوقف عن طرح الأفكار والخطط الشيطانية، ودائما يسرق أفكار «كوكو»، ولكنه لا يستطيع في الغالب تنفيذها.[5]
- نو - نيك: فأر يقود جيش الفئران الذي كونه الشرير «كين» للسيطرة على القمامة وعلى الرغم من أنه قائد الفئران، إلا أنه يقود سفينة صغيرة ويحب الغناء وعزف الموسيقي، وجمع مختلف المظلات.[6]

## روابط خارجية
- صراع على الفتات على موقع IMDb (الإنجليزية)
- صراع على الفتات على موقع كينوبويسك (الروسية)
- صراع على الفتات على موقع قاعدة بيانات الفيلم (الإنجليزية)